# Beat Crusaders
Beat Crusaders, comúnmente abreviado BECR, fue un grupo japonés de punk rock. Durante sus presentaciones promocionales y algunos recitales, utilizaban sobre sus caras máscaras de sus rostros impresos en una       impresora de matriz de puntos.

## Biografía
Beat Crusaders fue creado hacia finales de 1997 por Tōru Hidaka como un grupo experimental de indie rock. El resto de la banda apareció luego como resultado de presentaciones experimentales realizadas en el área de Shimokitazawa (Tokio). El creativo uso de sintetizadores junto con influencias de bandas como Weezer y The Rentals, sumado al dinamismo del rock, los transformó en una energética banda guiada por las melodías de la guitarra.
Hacia finales de 1998 la banda ya había comenzado a crear canciones propias, todas con ánimos de diversión que eran demostrados en sus presentaciones en vivo. El momento del lanzamiento llegó con el sencillo "E.C.D.T.", que fue lanzado en junio del año siguiente en el cual habían entrado en las principales listas del ambiente independiente japonés. Un mes después salió a la venta su primer miniálbum (EP), "Howling Symphony Of..." entró directamente a las listas de las grabaciones indie más vendidas, la reacción de la crítica fue bastante positiva.
Debido al éxito que la banda enfrentó desde sus comienzos, apareció ante ellos una larga lista de presentaciones en vivo junto a bandas variadas de la escena local, tocando con grupos de pop, new wave, punk y ska. Durante esta ocupada época de la banda, su segundo sencillo "Firestarter" fue lanzado en 2000, y seguido su larga duración "All You Can Eat". También se involucraron en cuatro compilaciones, su propio EP de covers e incluso varios recopilatorios de colaboraciones con otras bandas.
En agosto de 2003, tres miembros originales de la banda se alejaron para acabar formando una nueva banda llamada "Anita Chili Peppers". Finalmente esto dejó solamente a Tōru Hidaka, quien luego reclutaría a cuatro nuevos miembros, quienes hasta hoy en día forman parte de BEAT CRUSADERS. No hay una razón públicamente conocida del porqué de este alejamiento, sin embargo, parece que no fue en malos términos, considerando que Hidaka incluyó las máscaras de los exmiembros en el video promocional de su sencillo "SENSATION" (él aparecía llorando).
Ya tiempo después, "Hit in the USA" fue elegida para ser el tema de entrada del anime BECK: Mongolian Chop Squad, el cual colocó a la banda fuera del ambiente independiente japonés. Desde entonces la banda lanzó varios álbumes dentro de DEFStar Records en un ambiente mucho más mainstream, incluyendo sus exitosos "P.O.A.～POP ON ARRIVAL～", " EPopMAKING", y su hasta ahora más reciente larga duración, "popdod". Así mismo se dieron el gusto de realizar un EP de covers de bandas americanas y británicas titulado "MUSICRUSADERS". El masivo éxito de la banda fue logrado en gran parte por su aparición en el anime Bleach], siendo "TONIGHT, TONIGHT, TONIGHT" su cuarto tema de entrada; de la misma forma, su primera intrusión en América se debe a la apertura del show infantil "Kappa Mikey" de Nickelodeon con su canción "HEY×2 LOOK×2". Más recientemente, su sencillo "WINTERLONG" es utilizado en el anime Hero Tales.
Durante el 2010 Hidaka anunció el lanzamiento de un nuevo larga duración, sin citar fecha alguna. Sin embargo más tarde en el mismo año dio a conocer el hecho de que la separación del grupo era inminente, su última presentación en vivo fue el día 2 de septiembre en el festival de Otodama. Sin embargo, el día 2 de agosto salió a la venta su último sencillo: "Situation", y finalmente, luego de la separación, salieron a la venta dos nuevos trabajos, REST CRUSADERS y LUST CRUSADERS, el primero consiste en varios b-sides y canciones de sus últimos singles (LET IT GO y Situation), con el agregado de tres canciones nuevas (Give It Up, Satanic Saints y Acid-Color Zoo); el segundo se encuentra formado de varios b-sides, mayormente de la época indie de la banda. Seguido a todo esto, la banda tuvo su propia exposición llevada a cabo por la discográfica: EXPO CRUSADERS. Finalmente el año sería cerrado con un CD/DVD en vivo del último recital dado en Otodama titulado "LOST CRUSADERS".

## Discografía

### Sencillos

#### Lastrum Records
- NEVER POP ENOUGH E.P. (1999)
- FIRESTARTER (2000)
- HANDSOME ACADEMY (2000)
- CAPA-CITY (2002)

#### Captain Haus Recordings
- GIRL FRIDAY (2003)
- SENSATION (2004)

#### DefStar Records
- HIT IN THE USA (2004) (para BECK: Mongolian Chop Squad)
- FEEL (2005)
- LOVE POTION #9 (2005)
- DAY AFTER DAY/SOLITARE (2006)
- TONIGHT TONIGHT TONIGHT (2006) (el cuarto opening para Bleach)
- GHOST (2007)

### Álbumes

#### LastRum Records
- 1º HOWLING SYMPHONY OF... (1999)
- 2º ALL YOU CAN EAT (2000)
- Split miniálbum w/ Captain Hedge Hog WXY (2001)
- 3º FORESIGHTS (2001)
- 4º SEXCITE! (2002)
- Split miniálbum w/ Skaymate's OZZY!! (2002)
- Best of BEST CRUSADERS (2003)

#### DefStar Records
- Miniálbum A PopCALYPSE NOW (2004)
- 5º P.O.P ~POP ON ARRIVAL~ (2005)
- Hidaka Tooru álbum de recopilación COMPI CRUSADERS '68-'77 vol. 37 (2005)
- Cover álbum MUSICRUSADERS (2005)
- Split miniálbum con Your Song is Good BOOOOTSY (2006)
- Split miniálbum con Tropical Gorilla CELL NO.9 (2006)
- Split miniálbum con Aspagarus NIGHT ON THE PLANET (2007)

## Miembros
- Tōru Hidaka (Guitarra y voces)
- Masahiko Kubota (Bajo)
- Taro Kato (Guitarra)
- Mashita (Hirofumi Yamashita) (Percusión)
- Keitaimo (Keita Tanabe) (Teclado)

### Exmiembros
- Umu (Mitsutaka Umuyashiki) (Bajo y voces)
- Araki (Takayuki Araki) (Percusión y voces)
- Thai (Hiroyuki Tai) (Teclado, guitarra y voces)